# Magic Pockets
Magic Pockets is een videospel voor verschillende platforms. Het spel werd uitgebracht in 1991. 

## Platforms
| Jaar | Platform        |
| ---- | --------------- |
| 1991 | Amiga, Atari ST |
| 1992 | DOS             |
| 1993 | Acorn 32-bit    |